# 藤井彰人
藤井 彰人（ふじい あきひと、1976年6月18日 - ）は、大阪府東大阪市出身の元プロ野球選手（捕手）、コーチ。右投右打。

## 経歴

### プロ入り前
幼稚園の時に兄の影響でソフトボールに触れ、小学校4年生の時にボーイズリーグの若江ジャイアンツに入団。監督から捕手を強制されたが嫌がり、投手や三塁手をこなしていた。1学年上のチームメイトには松井稼頭央がいた。
上小阪中学3年のころ本格的に捕手を始めた。若江ジャイアンツ・中学部では、全国大会出場を果たす。また若江ジャイアンツの強力なライバルチームであった八尾フレンド在籍の山下勝充と戦ったことがある。
近畿大学附属高校に進学し、当時投手だった同級生の金城龍彦とバッテリーを組む。2年時に金城と共にレギュラーとして出場し、大阪大会決勝で松井稼頭央・福留孝介を擁するPL学園に勝利し第75回全国選手権に出場。
進学先の近畿大学では、まだ内野手への未練を残していたが、同学年の内野手には二岡智宏がいて、さらに1学年下に山下勝充もいたため、捕手に専念することになった。3年生の時は宇高伸次とバッテリーを組み、二岡、山下らと共に春季リーグ戦、秋季リーグ戦、全日本大学選手権、明治神宮大会、全日本アマチュア野球王座決定戦の五大会で優勝し、史上初のアマチュア五冠を達成。1997年8月にはインターコンチネンタルカップに日本代表として出場、もともと第二捕手ではあったが第一捕手がケガをしたためマスクを被り優勝メンバーの一員となった。これがプロのスカウトにも注目されるきかっけとなった。この時のメンバーには後に近鉄・楽天でチームメイトとなる高須洋介や、二岡、上原浩治、高橋由伸、川上憲伸らも名を連ねていた。関西学生リーグ通算81試合出場、296打数85安打、打率.287、5本塁打、56打点。最優秀選手2回、ベストナイン5回受賞。
1998年度ドラフト会議にて大阪近鉄バファローズから2位指名を受け、大学でバッテリーを組んでいた宇高（1位指名）と共に入団。

### 近鉄時代
プロ初出場は入団1年目の1999年4月30日の対千葉ロッテマリーンズ戦で、9回に捕手として出場した。また同年にプロ初安打・初打点も記録。入団2年目に右膝の靭帯を断裂し、翌1年間をリハビリに費やしたため、2001年の出場数は1試合のみだったが、同年の日本シリーズ（対ヤクルトスワローズ）に出場。第2戦目、スタメン捕手の古久保健二に代打が出されると代わってマスクをかぶり、好リードで追加点を許さずその後の逆転勝ちに大きく貢献した。しかしヤクルトが日本一を決めた第5戦目では近鉄最後の打者となった。
復帰した2002年から3年間は着実に出場数を伸ばしていき、近鉄最後の年である2004年には的山哲也と正捕手の座をめぐり熾烈な争いを繰り広げた。開幕スタメンは藤井が務めたが6月までは両者が並行して起用された。7月に的山が正捕手を奪い返し、藤井の出場はゼロ。8月になるとまた藤井がスタメンマスクをかぶり、以降閉幕まで的山のスタメン出場は8試合だけだった。最終的には藤井86試合249打席、的山81試合140打席。また、この年最多勝を挙げた岩隈久志が先発する時はほぼ藤井がマスクをかぶった。
2004年のシーズン終了後、オリックス・ブルーウェーブとの球団合併に伴う分配ドラフトで、新規参入球団の東北楽天ゴールデンイーグルスへ移籍。野球生活で初めて、出身地（大阪府）以外の地域に本拠を置くチームへ所属することになった。

### 楽天時代
2005年はプロ入り最多の113試合に出場。プロ入り後初めて正捕手といえるポジションをつかんだ。
2006年は野村克也が監督に就任、野村克則と正捕手の座を争った。最終的には105試合出場。出場試合数こそ前年より減ったが、打席数は80ほど増加し過去最高を記録。
2007年、福盛和男と並んで選手会の副会長に就任。大卒ルーキーの嶋基宏と正捕手の座を争った。開幕から6試合はスタメンマスクをかぶったが、1勝5敗と振るわず、その後は嶋にスタメンを譲ることが多くなった。それでも守護神の福盛と組み、抑え捕手として生き残りを賭けていたが、後半戦に福盛は戦線離脱。新守護神の小山伸一郎と嶋がコンビを組んだため、さらに出場機会が減り、最終的には76試合の出場にとどまった。また、前年は3割を越えた盗塁阻止率が1割台に落ち込み、藤井がマスクをかぶった時のチーム防御率は5点台と不本意な成績でシーズンを終えた。8月25日の対オリックス・バファローズ戦では、負けた場合「3試合連続サヨナラ負け」のプロ野球新記録がかかっていたが、4投手をリードし打っては4打数4安打と、久々のスタメン出場で意地を見せた。
2008年は、岩隈やドミンゴ・グスマンが先発した試合を中心にスタメンマスクをかぶるようになり、90試合に出場。リーグトップとなる盗塁阻止率.429も大きく評価され、岩隈とともに最優秀バッテリー賞を受賞した。嶋の打撃改善や井野卓の台頭などもあったが、嶋や井野が二軍落ちを経験する中で一軍のマスクを守り抜き、成績的にも盗塁阻止率のみならず打撃全般のレベルアップを見せた。また、前年に続き選手会副会長を山村宏樹と共に務めた。
2009年、6月27日の対オリックス戦で自身初の代打本塁打を放ったが、8月5日に左脇腹痛のため一軍登録抹消。2005年の楽天創設時から4年間一軍登録抹消を経験しておらず、野手の中では創設時から最も長く二軍落ちしていなかったが、5年目でついに一軍から外される形となった。結局、この年は楽天移籍後最少となる35試合の出場にとどまった。しかし規定打席不足ながら3割を超える打率を記録した。
2010年、開幕戦こそスタメン出場を果たしたものの、その後は正捕手の座を嶋に奪われる形となり、出場試合は前年をも下回るわずか8試合にとどまった。シーズン終了後、出場機会を求め国内FA権を行使。そこで、シーズン終盤に左膝を負傷し手術を受けた城島健司の穴を埋められる捕手を探していた阪神側との思惑が一致し、11月22日に阪神との2年契約に合意。12月1日に大阪市内で入団会見を行い、背番号は50となった。

### 阪神時代
移籍初年度の2011年には、前述の手術を受けた城島が開幕から不振。6月上旬に右肘痛で出場登録を抹消されたため、6月6日のセ・パ交流戦対オリックス戦からスタメンマスクを任された。交流戦の次カード（対ロッテ戦）からリーグ戦再開後の対横浜戦までは、自身のリードで3度の完封勝利を記録するとともに、7カード続けて負け越しを回避。古巣・楽天との対戦になった同月19日の交流戦では、先制適時打を含む2安打で、7対0の大勝に貢献。ジェイソン・スタンリッジとバッテリーを組んだ同月の3試合にすべて勝利したことから、スタンリッジが同月のセントラル・リーグ月間MVP（投手部門）を受賞した際には、「MVPは彼に渡したほうがいい」と絶賛された。また、7月2日の対横浜ベイスターズ戦（阪神甲子園球場）では、移籍後初・自身2年ぶりの本塁打を放って勝利。試合後のヒーローインタビューで新井貴浩と展開したやり取りをきっかけに、「男前」というキャラクターで注目されるようになった（詳細後述）。
2012年は、春季キャンプの終盤に左脇腹を痛めた影響で、実戦への登場はオープン戦の終盤にまで持ち越された。公式戦では開幕から一軍に登録。後輩捕手の小宮山慎二との併用扱いながら、大半の試合ではスタメンマスクを任されていた。しかし、4月10日の対広島東洋カープ戦（マツダスタジアム）の第1打席で犠打を試みた際に、広島の先発投手大竹寛から左目付近に死球を受けて交代。試合後の診察で左頬の骨折が判明したため、翌日に出場選手登録を抹消された。5月4日に再登録。同日の対読売ジャイアンツ戦（甲子園）7回表からの守備で実戦復帰を果たすと、以降の試合には主にスタメンで起用されていた。しかし、古巣・楽天との対戦になった6月5日のセ・パ交流戦（クリネックススタジアム宮城）9回表の打席で、一塁内野安打を放った際に右足の太腿部を故障。そのまま試合終了までマスクをかぶったが、翌日に再び出場選手登録を抹消された。シーズン通算では一軍公式戦への出場が81試合にとどまったが、阪神との2年契約を満了したシーズン後には、同球団と新たに1年契約を結んだ。
2013年には、国内FA権の行使によってオリックスから移籍した日高剛との併用を前提に、開幕から一軍に登録された。日高が主に左腕の榎田大樹が先発する試合で起用されたのに対して、藤井は榎田以外の投手が先発する試合にスタメンマスクを任されることが多かった。打撃面でも、5月7日の対巨人戦（東京ドーム）で放ったソロ本塁打によってシーズン通算の打点・得点が前年を上回るなど、おおむね8番打者として好調を維持。6月5日の対埼玉西武ライオンズ戦（倉敷マスカットスタジアム）では、移籍後初めて6番打者に起用された。この年のオールスターゲームには監督推薦で自身初出場を果たした。
2014年は、開幕スタメンマスクを逃したうえに、4月25日の対横浜DeNAベイスターズ戦（横浜スタジアム）で走塁中に右足甲を痛めて1か月半ほど戦線を離脱、その間に新加入の鶴岡一成や梅野隆太郎が台頭したことで、一軍復帰後も出場機会は増えなかった。7月29日に右肘痛で再び戦線を離脱が、9月29日には一軍公式戦通算1,000試合出場を達成。レギュラーシーズンでは移籍後最も少ない34試合の出場にとどまったが、チームがシーズン2位で臨んだクライマックスシリーズや、その後に進出した日本シリーズでは鶴岡と交互にスタメンマスクをかぶった。
2015年には、開幕戦から13試合連続でスタメンマスクを任されていた梅野の不調を受けて、4月12日からスタメンに起用された。レギュラーシーズンでは、前年から続く鶴岡・梅野との併用策の下で、ランディ・メッセンジャーの先発登板試合を中心に71試合へ出場。チームがシーズン3位で臨んだ巨人とのクライマックスシリーズ ファーストステージでも、10月12日の第2戦（東京ドーム）にメッセンジャーとのバッテリーで出場すると、チームの同ステージ唯一の勝利に貢献した。その一方で、レギュラーシーズンの終盤には、先発機会が減ったことや体力面での不安などを理由にこの年限りでの引退を決意。チームがクライマックスシリーズのファーストステージで敗退した翌日（10月13日）に、甲子園球場内での記者会見で現役引退を発表した。なお、引退を決意した段階でチームがポストシーズンを控えており、また所属年数も短いことから引退試合やセレモニーを固辞、9月29日の対DeNA戦（甲子園）を『僕にとっての引退試合』と位置づけ、家族らが見守る中でヒットを放っている。10月30日にNPBから任意引退選手として公示。

### 現役引退後
2016年1月1日付で、阪神の球団本部職員（企画担当）に就任。同年3月から9月までは、阪神球団からの出向扱いで、業務提携球団の福井ミラクルエレファンツ（ベースボール・チャレンジ・リーグ）にバッテリーコーチとして派遣された。独立リーグの加盟球団に対する阪神OBのコーチ派遣は、阪神球団史上初の試みである。なお、福井では野手全般を指導。阪神の現役時代に続いて、背番号50を着用した。
福井球団への出向期間満了を機に、阪神球団へ復帰。2016年10月7日には、翌2017年シーズンから阪神のファーム育成コーチを務めることが、同球団から発表された。背番号は89。2017年、11月25日から台湾で開催された2017アジアウインターベースボールリーグにおいて、NPBウエスタン選抜のバッテリーコーチを務めた。その後、2018年は二軍バッテリーコーチを、2019年から2022年までは一軍バッテリーコーチを務め、同年10月15日に退団が発表された。
同17日、阪神時代のチームメイトであり広島東洋カープ監督に就任した新井貴浩の推薦により、2023年シーズンからヘッドコーチとして招聘されたことが報じられ、同24日に正式に発表された。背番号は77。

## 選手としての特徴
優れた捕球・送球技術を誇り、巧みなリードに定評がある捕手。楽天では野村克也からはリード面が悪いと指摘されていたが、当時楽天でコーチを務めていた上川誠二は、息子のカツノリを藤井よりも起用したいが為に難癖をつけられていたと述べている。また上川は藤井のキャッチング能力は高かったと評価している。
投手のリズムを最優先し、決して自分の意思を主張しない捕手であった。
大阪近鉄時代の入団当初、捕手の役割に「捕ること」「止めること」「投げること」だけを求めていた当時のバッテリーコーチ・山下和彦から、「投手に『低めに放ってこい』と要求するのなら、ワンバウンドを絶対に逸らすな! それこそが信頼関係である」という教えを受けた。実際に藤井が捕手として出場した一軍公式戦1,016試合で、記録上のパスボールは15個にとどまっている。
近鉄・楽天時代は岩隈久志、阪神時代はランディ・メッセンジャーとの相性がよく、頻繁にバッテリーを組んでいた。

## 人物
温厚で明朗な性格の持ち主。
大阪近鉄への入団時から一貫して、身長は170cmであると公表していたが、引退表明に合わせて在阪スポーツ紙向けに公表した手記で、実際の身長は168cmであることを明かした。この手記によれば、「プロ野球では、身長が170cmに満たなければ入団テストすら受験できないので、168cmという身長にものすごいコンプレックスを持っていた」「近畿大学時代の練習中に、二岡の視察で訪れていた巨人のスカウトから、面と向かって『君は小さいからプロ（野球）では無理だな』と完全に舐められた対応された」という。その一方で、入団後は大柄な捕手より素早く動けることを長所に、3球団で17年間にわたる現役生活を全うしコンプレックスを晴らした。
阪神時代の2011年7月2日には、移籍後初本塁打を放った対横浜戦の試合後に、移籍後自身2度目のヒーローインタビューを新井貴浩と共に受けた。この時に、新井が藤井の本塁打について「チームメイトが『さすが男前!』と言ってました」と発言したところ、「顔しか取り柄がないけど頑張る」とジョークを交えて応じた。このやり取りがスポーツ紙で話題になったことから、阪神球団では、藤井のキャラクターを前面に押し出した公認応援グッズ（Tシャツ・フェイルタオル・ストラップなど）を同年8月から2012年シーズンまで発売した。しかし実際には、グッズは増産されなかったうえ、「男前」の商標を男前豆腐店などが登録していたことが2012年のシーズン終了後に判明。結局、商標権との兼ね合いなどから、2013年以降は「男前」を冠したグッズを発売できなくなった。2013年5月26日の対北海道日本ハムファイターズ戦（甲子園）で猛打賞を記録すると、勝利投手の藤浪晋太郎と一緒に受けた自身2年ぶりのヒーローインタビューで、前述のジョークに改めて言及。「『他に何か取り柄がないか』と考えたが、やっぱり顔しかなかった」との発言によって、再び場内を沸かせた。なお、藤井は引退を表明した際の手記で、「男前」を公言するようになったきっかけも告白。「『男前』という表現には（顔以外にも）さまざまな意味がある」という金本知憲（新井の「兄貴分」に当たる当時のチームメイト）からのアドバイスを基に、当日の試合で先制打を放った新井と示し合わせたうえで、甲子園球場では初めてのヒーローインタビューに臨んだことを明らかにしている。引退記者会見では、「『男前』には違和感があった」と言いつつも、プロ野球選手としての自身の取り柄に関する質問に「顔ですかね。（会見に集まった報道陣が）そうやって言って欲しそうですから」というジョークと笑顔で返した。
2011年6月には、藤井の好物にちなんで、藤井の親族が「阪神タイガース 藤井彰人選手の店」として大阪府富田林市でお好み焼店を開店。同月12月10日にABCテレビで放送された『虎バンスペシャル 阪神タイガースファン感謝デー』では、ファンとの交流企画の一環として、藤井がこの店で男性ファンに対してお好み焼きの作り方を指導するシーンが流れた。
藤井が阪神球団に現役引退の意向を伝えた2015年9月下旬の時点で、チームはセントラル・リーグの優勝争いの渦中にあった。阪神球団では、チームが同月27日の対広島戦（MAZDA Zoom-Zoom スタジアム広島）で優勝の可能性が完全に消滅したことを受けて、甲子園球場でのレギュラーシーズン最終戦（10月4日・対広島戦）終了後に引退セレモニーを開くことを藤井に打診。しかし藤井は、「先に引退を公表してしまえば（9月29日の対DeNA戦でバッテリーを組むことが決まっていた）メッセンジャーに失礼」「必死に投げてくる相手に、僕も最後まで苦しみながら、真剣勝負で辞めれば良い」との考えから、打診を辞退した。藤井によれば、家族・両親・知人・友人を甲子園球場に呼び寄せた前述のDeNA戦が、自身にとっての「引退試合」であったという。なお、高校時代にバッテリーを組んでいた金城も、同年に現役を引退している。

## 詳細情報

### 年度別打撃成績
| 年 度      | 球 団      | 試 合 | 打 席 | 打 数 | 得 点 | 安 打 | 二 塁 打 | 三 塁 打 | 本 塁 打 | 塁 打 | 打 点 | 盗 塁 | 盗 塁 死 | 犠 打 | 犠 飛 | 四 球 | 敬 遠 | 死 球 | 三 振 | 併 殺 打 | 打 率 | 出 塁 率 | 長 打 率 | O P S |
| ---------- | ---------- | ----- | ----- | ----- | ----- | ----- | -------- | -------- | -------- | ----- | ----- | ----- | -------- | ----- | ----- | ----- | ----- | ----- | ----- | -------- | ----- | -------- | -------- | ----- |
| 1999       | 近鉄       | 15    | 21    | 19    | 4     | 5     | 1        | 1        | 0        | 8     | 1     | 0     | 0        | 0     | 0     | 2     | 0     | 0     | 5     | 0        | .263  | .333     | .421     | .754  |
| 2000       | 近鉄       | 21    | 15    | 11    | 3     | 3     | 1        | 0        | 0        | 4     | 0     | 0     | 0        | 0     | 0     | 4     | 0     | 0     | 4     | 1        | .273  | .467     | .364     | .830  |
| 2001       | 近鉄       | 1     | 3     | 2     | 0     | 1     | 0        | 0        | 0        | 1     | 0     | 0     | 0        | 0     | 0     | 0     | 0     | 1     | 0     | 0        | .500  | .667     | .500     | 1.167 |
| 2002       | 近鉄       | 53    | 89    | 85    | 5     | 19    | 4        | 1        | 0        | 25    | 5     | 0     | 0        | 1     | 0     | 3     | 0     | 0     | 19    | 1        | .224  | .250     | .294     | .544  |
| 2003       | 近鉄       | 73    | 190   | 166   | 13    | 32    | 4        | 2        | 1        | 43    | 13    | 2     | 1        | 14    | 1     | 7     | 0     | 2     | 24    | 2        | .193  | .233     | .259     | .492  |
| 2004       | 近鉄       | 86    | 249   | 216   | 19    | 52    | 4        | 1        | 1        | 61    | 20    | 3     | 2        | 19    | 0     | 14    | 0     | 0     | 33    | 5        | .241  | .287     | .282     | .569  |
| 2005       | 楽天       | 113   | 271   | 250   | 19    | 58    | 9        | 1        | 0        | 69    | 21    | 1     | 1        | 6     | 3     | 11    | 0     | 1     | 38    | 5        | .232  | .264     | .276     | .540  |
| 2006       | 楽天       | 105   | 342   | 297   | 26    | 70    | 13       | 0        | 3        | 92    | 25    | 6     | 1        | 14    | 1     | 29    | 0     | 1     | 51    | 9        | .236  | .305     | .310     | .615  |
| 2007       | 楽天       | 76    | 110   | 98    | 8     | 23    | 5        | 0        | 0        | 28    | 7     | 1     | 3        | 3     | 2     | 6     | 1     | 1     | 13    | 5        | .235  | .280     | .286     | .566  |
| 2008       | 楽天       | 90    | 223   | 190   | 15    | 50    | 7        | 0        | 0        | 57    | 13    | 3     | 2        | 13    | 1     | 18    | 2     | 1     | 25    | 9        | .263  | .329     | .300     | .629  |
| 2009       | 楽天       | 35    | 76    | 71    | 7     | 23    | 1        | 0        | 1        | 27    | 9     | 0     | 0        | 3     | 0     | 2     | 0     | 0     | 9     | 2        | .324  | .342     | .380     | .723  |
| 2010       | 楽天       | 8     | 19    | 18    | 1     | 4     | 1        | 0        | 0        | 5     | 2     | 0     | 0        | 0     | 0     | 1     | 0     | 0     | 4     | 0        | .222  | .263     | .278     | .541  |
| 2011       | 阪神       | 99    | 298   | 265   | 19    | 59    | 9        | 1        | 2        | 76    | 15    | 1     | 1        | 16    | 0     | 16    | 2     | 1     | 48    | 10       | .223  | .270     | .287     | .557  |
| 2012       | 阪神       | 81    | 228   | 210   | 9     | 52    | 5        | 0        | 1        | 60    | 10    | 0     | 1        | 7     | 0     | 9     | 2     | 2     | 39    | 3        | .248  | .285     | .286     | .571  |
| 2013       | 阪神       | 112   | 343   | 298   | 21    | 77    | 7        | 0        | 1        | 87    | 24    | 1     | 0        | 15    | 3     | 27    | 2     | 0     | 43    | 7        | .258  | .317     | .292     | .612  |
| 2014       | 阪神       | 34    | 73    | 65    | 5     | 14    | 3        | 0        | 0        | 17    | 5     | 0     | 0        | 0     | 1     | 7     | 1     | 0     | 10    | 3        | .215  | .288     | .262     | .550  |
| 2015       | 阪神       | 71    | 159   | 134   | 8     | 23    | 1        | 1        | 0        | 26    | 3     | 0     | 0        | 4     | 0     | 21    | 1     | 0     | 20    | 4        | .172  | .284     | .194     | .478  |
| 通算：17年 | 通算：17年 | 1073  | 2709  | 2395  | 182   | 565   | 75       | 8        | 10       | 686   | 173   | 18    | 12       | 115   | 12    | 177   | 11    | 10    | 385   | 66       | .236  | .290     | .286     | .578  |

### 年度別守備成績
| 年 度 | 球 団 | 捕手  | 捕手  | 捕手  | 捕手  | 捕手  | 捕手  | 捕手     | 捕手     | 捕手     | 捕手     | 捕手     | 捕手 |
| 年 度 | 球 団 | 試 合 | 刺 殺 | 補 殺 | 失 策 | 併 殺 | 捕 逸 | 守 備 率 | 企 図 数 | 許 盗 塁 | 盗 塁 刺 | 阻 止 率 |      |
| ----- | ----- | ----- | ----- | ----- | ----- | ----- | ----- | -------- | -------- | -------- | -------- | -------- | ---- |
| 1999  | 近鉄  | 14    | 42    | 5     | 1     | 1     | 0     | ,979     | 12       | 8        | 4        | .333     |      |
| 2000  | 近鉄  | 18    | 32    | 3     | 0     | 1     | 0     | 1.000    | 2        | 1        | 1        | .500     |      |
| 2001  | 近鉄  | 1     | 3     | 0     | 0     | 0     | 0     | 1.000    | 0        | 0        | 0        | ----     |      |
| 2002  | 近鉄  | 52    | 215   | 16    | 1     | 2     | 0     | .996     | 25       | 21       | 4        | .160     |      |
| 2003  | 近鉄  | 72    | 422   | 28    | 2     | 6     | 1     | .996     | 57       | 41       | 16       | .281     |      |
| 2004  | 近鉄  | 86    | 439   | 57    | 5     | 10    | 4     | .990     | 73       | 50       | 23       | .315     |      |
| 2005  | 楽天  | 111   | 485   | 51    | 6     | 6     | 2     | .989     | 81       | 59       | 22       | .272     |      |
| 2006  | 楽天  | 104   | 643   | 54    | 4     | 9     | 2     | .994     | 72       | 45       | 27       | .375     |      |
| 2007  | 楽天  | 74    | 252   | 14    | 3     | 1     | 3     | .994     | 35       | 29       | 6        | .171     |      |
| 2008  | 楽天  | 87    | 456   | 40    | 0     | 4     | 2     | 1.000    | 49       | 28       | 21       | .429     |      |
| 2009  | 楽天  | 29    | 129   | 8     | 1     | 0     | 0     | .993     | 14       | 10       | 4        | .286     |      |
| 2010  | 楽天  | 8     | 36    | 4     | 0     | 0     | 0     | 1.000    | 7        | 6        | 1        | .143     |      |
| 2011  | 阪神  | 98    | 697   | 56    | 2     | 5     | 1     | .997     | 42       | 29       | 13       | .310     |      |
| 2012  | 阪神  | 80    | 479   | 45    | 5     | 7     | 2     | .991     | 54       | 30       | 24       | .444     |      |
| 2013  | 阪神  | 111   | 699   | 53    | 3     | 9     | 1     | .996     | 62       | 39       | 23       | .371     |      |
| 2014  | 阪神  | 33    | 171   | 12    | 1     | 3     | 1     | .995     | 9        | 7        | 2        | .222     |      |
| 2015  | 阪神  | 71    | 396   | 38    | 2     | 5     | 1     | .995     | 43       | 31       | 12       | .279     |      |
| 通算  | 通算  | 1049  | 5596  | 484   | 36    | 69    | 20    | .994     | 637      | 434      | 203      | .319     |      |

- 各年度の太字はリーグ最高

### 表彰
- 最優秀バッテリー賞：1回（2008年 投手：岩隈久志）

### 記録
初記録
- 初出場：1999年4月30日、対千葉ロッテマリーンズ4回戦（千葉マリンスタジアム）、9回裏に的山哲也に代わり捕手で出場
- 初打席：1999年5月2日、対千葉ロッテマリーンズ6回戦（千葉マリンスタジアム）、9回表に近藤芳久の前に空振り三振
- 初安打：1999年5月5日、対西武ライオンズ5回戦（大阪ドーム）、9回裏に西口文也から左翼へ二塁打
- 初先発出場：1999年5月16日、対福岡ダイエーホークス9回戦（福岡ドーム）、「8番・捕手」で先発出場
- 初打点：1999年10月7日、対千葉ロッテマリーンズ27回戦（藤井寺球場）、5回裏に武藤潤一郎から中前適時打
- 初本塁打：2003年7月7日、対千葉ロッテマリーンズ12回戦（千葉マリンスタジアム）、2回表に渡辺俊介から左越ソロ
- 初盗塁：2003年7月23日、対千葉ロッテマリーンズ17回戦（千葉マリンスタジアム）、2回表に二盗（投手：戸部浩、捕手：里崎智也）

節目の記録
- 1000試合出場：2014年9月29日、対横浜DeNAベイスターズ23回戦（阪神甲子園球場）、9回表に捕手で出場 ※史上467人目

その他の記録
- オールスターゲーム出場：1回（2013年）
- 通算20捕逸 ※1000試合以上出場捕手では里崎智也と並ぶプロ野球最少タイ[47]。

### 背番号
- 31（1999年 - 2010年）
- 50（2011年[5] - 2016年）
- 89（2017年[24] - 2022年）
- 77（2023年[32] - ）

### 代表歴
- 第13回IBAFインターコンチネンタルカップ：日本代表